# Cajidiocan
Cajidiocan é um município de  quarta classe de renda municipal (d) na província Romblon, nas Filipinas. De acordo com o censo de 1 de maio  de  2020 possui uma população de 23 259 pessoas e 5 898 domicílios.